# Land-Reitgras
Das Land-Reitgras (Calamagrostis epigejos (L.) Roth), auch als Sand-Reitgras, Sandrohr, Landrohr, Landschilf oder Waldschilf genannt, ist eine Pflanzenart aus der Gattung der Reitgräser (Calamagrostis) in der Familie der Süßgräser (Poaceae).

## Beschreibung

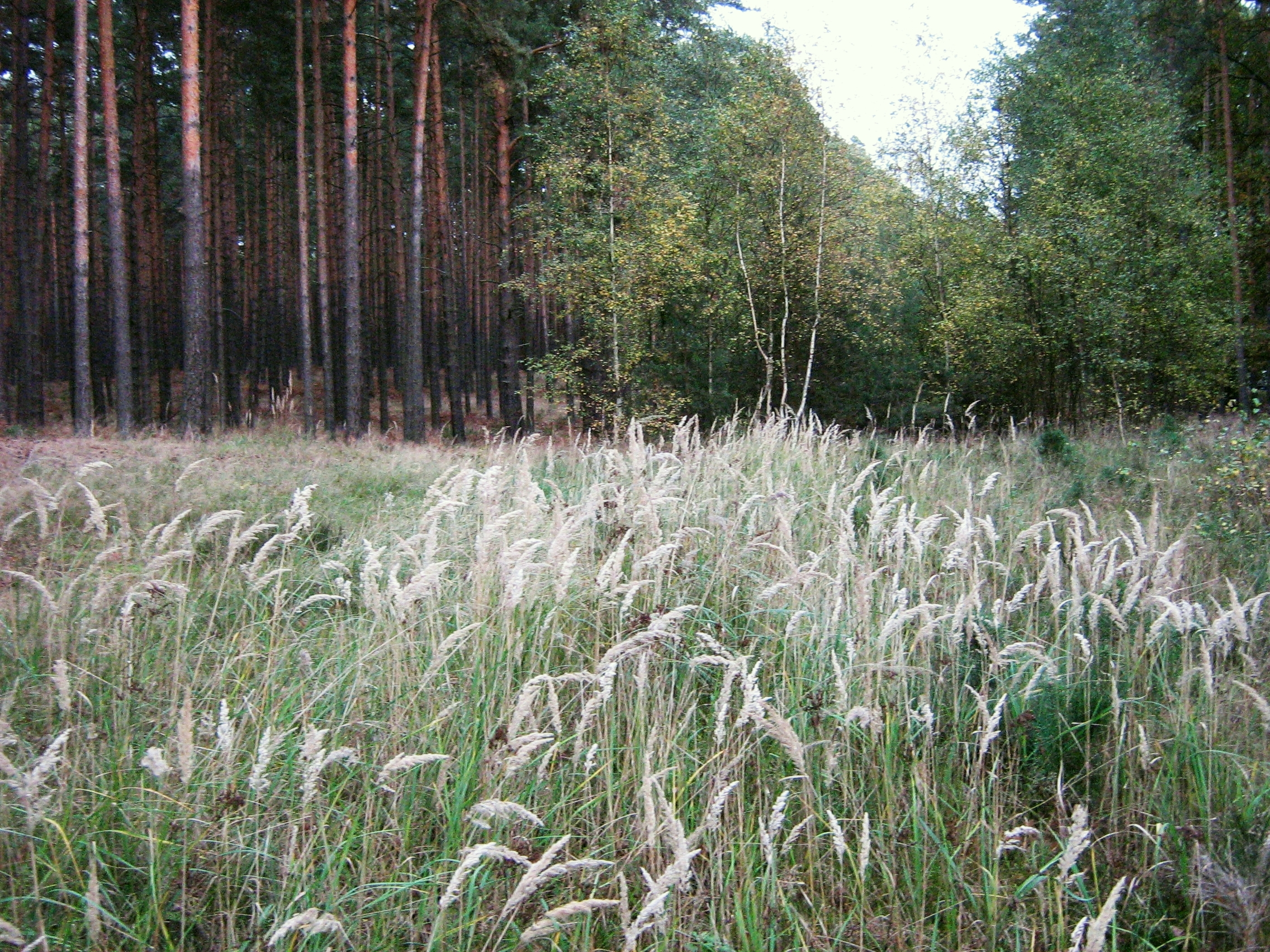
Land-Reitgras auf der Lichtung eines Kiefernforstes

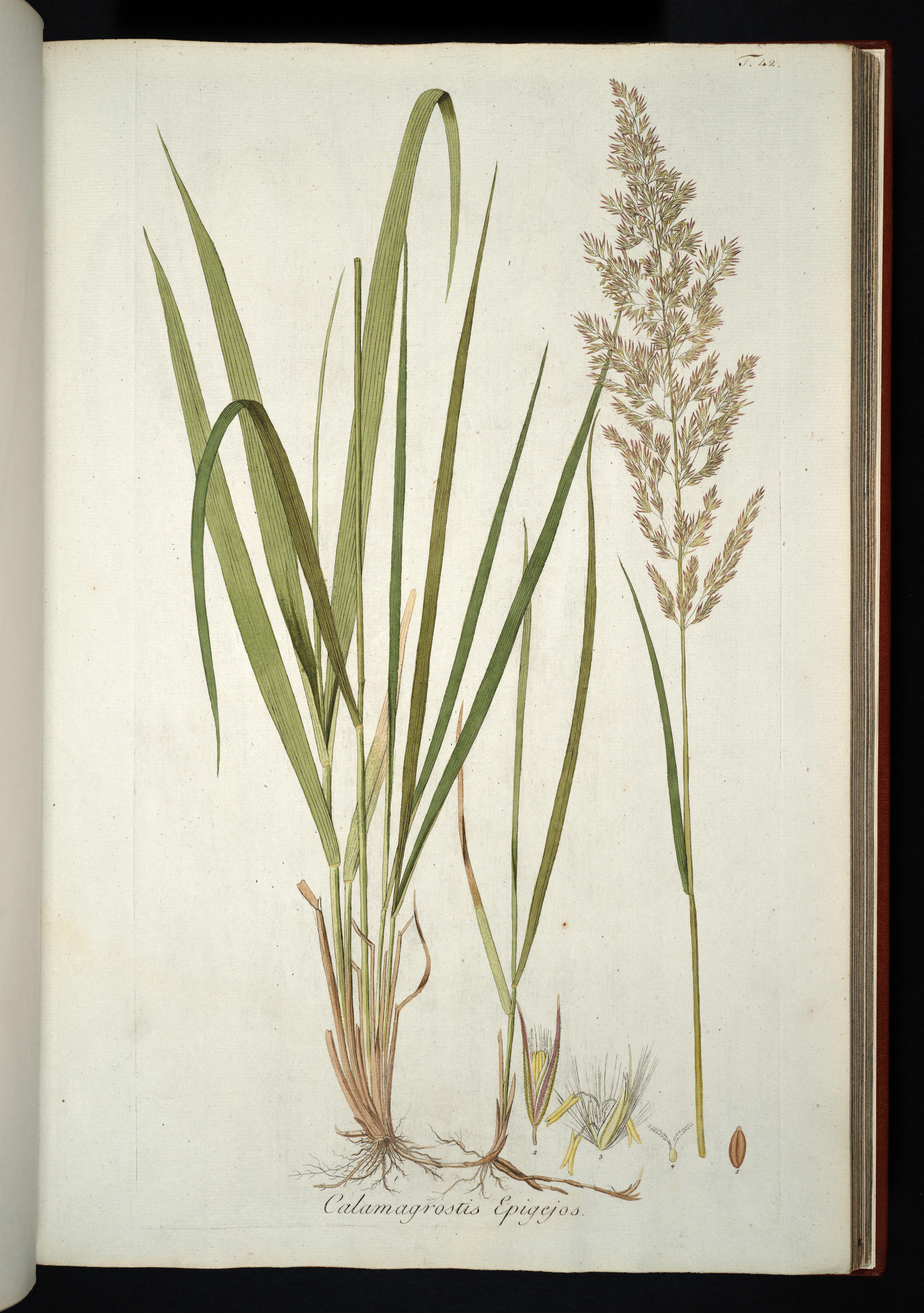
Illustration

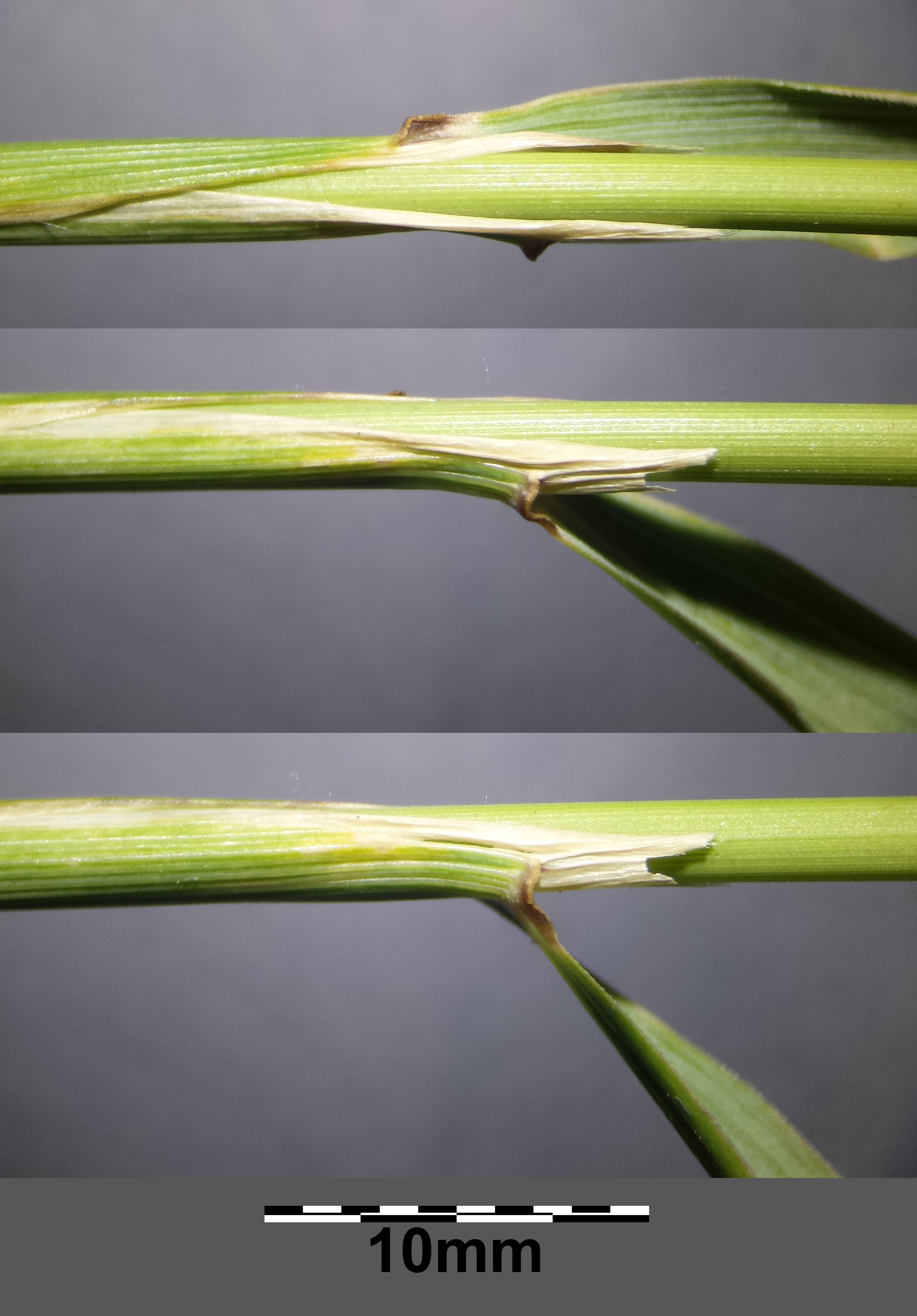
Stängel mit Blattscheide und Blatthäutchen

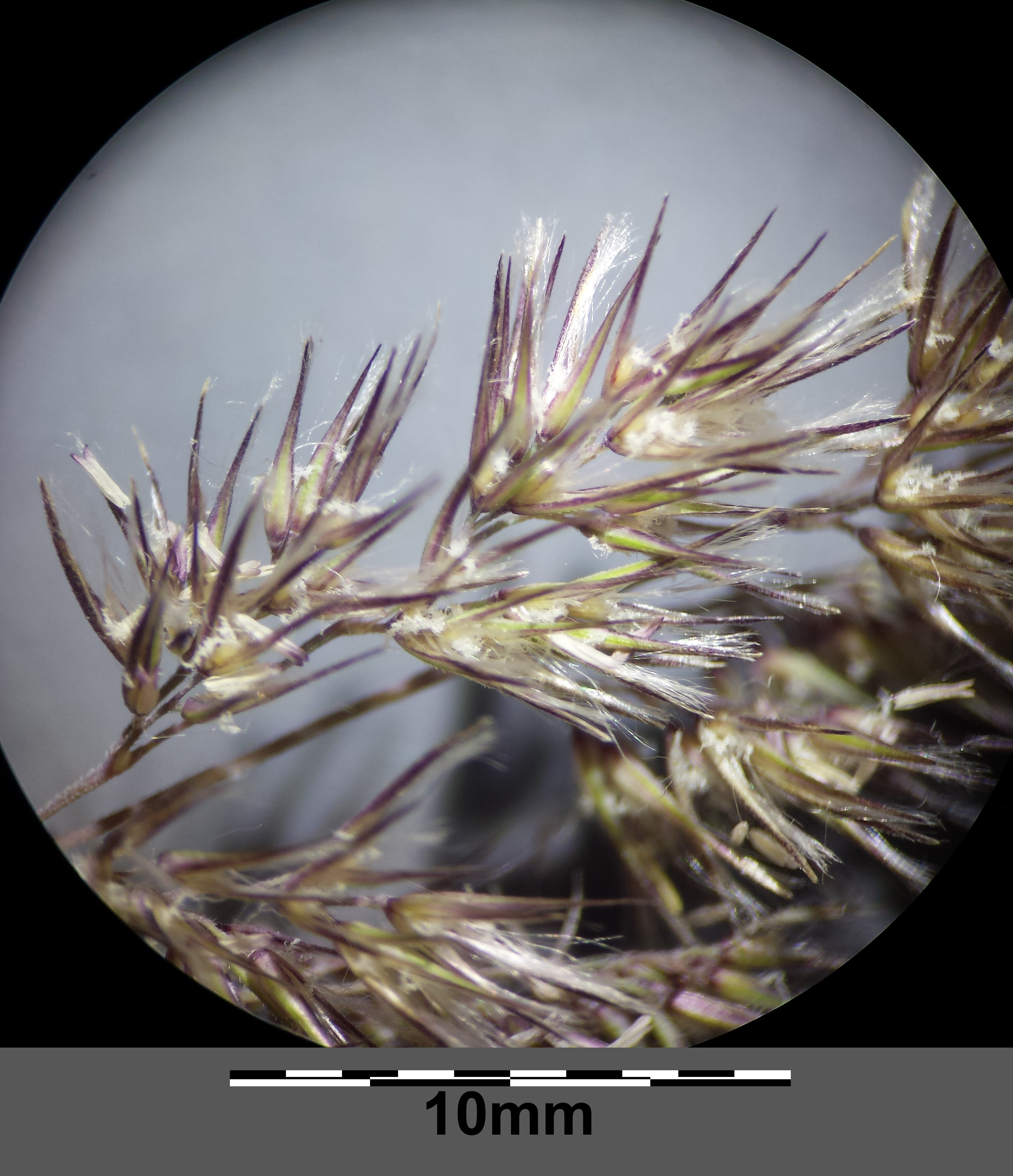
Teil eines Blütenstand

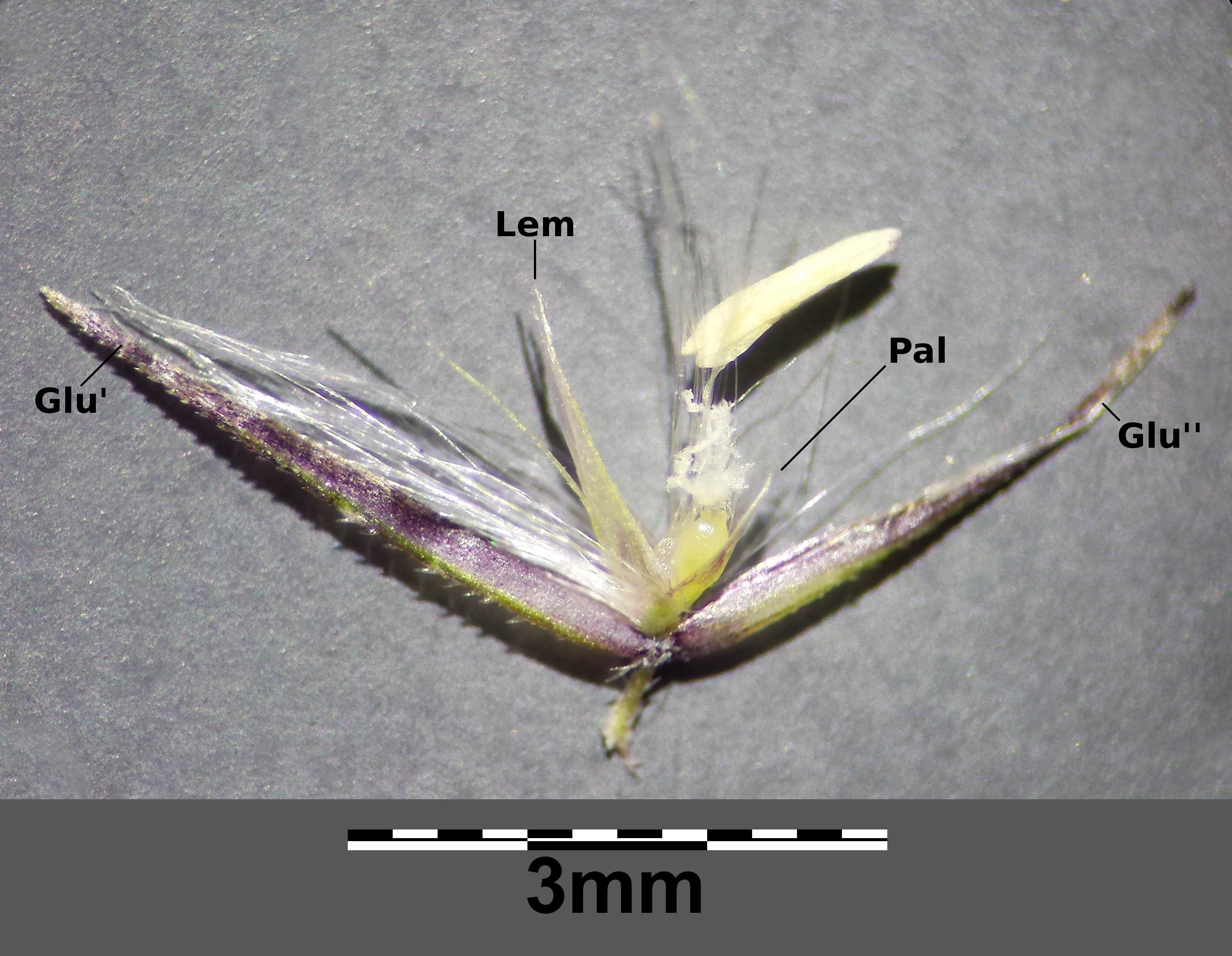
Ährchen mit Hüllspelzen (Glu), Deckspelze (Lem) mit in der Mitte entspringender Granne, Haaren am Grund und Vorspelze (Pal)

### Vegetative Merkmale
Das Land-Reitgras ist eine ausdauernde, krautige Pflanze, die Wuchshöhen zwischen 80 und 150 (bis 200) Zentimeter erreicht. Es bildet lange, unterirdisch kriechende Ausläufer. Die kräftigen Halme sind in der oberen Hälfte rau. Sie sind aufrecht, unverzweigt und tragen 2 bis 3 kahle Knoten. Die blau- bis graugrünen Blattspreiten werden bis zu 70 Zentimeter lang und 4 bis 10 Millimeter breit und sind oberseits sehr rau mit einem scharfen Rand. Die kräftigen Blatthäutchen (Ligulae) sind  an den Erneuerungssprossen 3 bis 4 Millimeter und an den Halmen 4 bis 8 (bis 12) Millimeter lang.

### Generative Merkmale
Die Blütezeit reicht von Juni bis August. Später im Jahr, nach der eigentlichen Blütezeit, sind die Blütenstände immer noch gut zu sehen. Die rispigen Blütenstände sind schmal und stehen aufrecht. Die Rispe ist 15 bis 30 Zentimeter lang und 2 bis 6 Zentimeter breit.
Die dicken Seitenäste werden bis zu 10 cm lang, sind aufrecht und ebenfalls rau und gehen in Büscheln zu 3 bis 5 von der rauen Hauptachse ab. Die Ährchen werden zwischen 5 und 7 mm lang und sind einblütig. Die Hüllspelzen sind linealisch geformt und grannenartig spitz. Sie sind im oberen Teil zu einer Röhre eingerollt und meist sichelförmig nach außen gebogen. Die Deckspelze ist dreinervig und 2,5 bis 3,5 Millimeter lang.  Die Granne über der Mitte der Deckspelze ist rückenständig und überragt diese um mehr als ein Drittel. Die Achse am Grund des Blütchens (Kallus) ist ringsum dicht mit 4 bis 5,5 Millimeter langen Haaren besetzt, die das Blütchen weit überragen. Die Vorspelze ist zweinervig und 1,5 bis 2,5 Millimeter lang. Die Staubbeutel sind 1,5 bis 2 Millimeter lang.
Die Chromosomenzahl beträgt 2n = 28, 42 oder 56.

## Ökologie
Das Land-Reitgras ist mäßig anspruchsvoll und überdauert den Winter als teils wintergrüner Geophyt und Hemikryptophyt. Als Wurzelkriechpionier kann es in Kahlschlägen die Waldverjüngung hemmende Herden ausbilden. Die Vegetative Vermehrung erfolgt sehr zahlreich durch die sehr langen, dünnen, unterirdischen Rhizome.
Das Land-Reitgras ist ein Rhizom-Geophyt, der bis 2 m tief wurzelt. Die Wurzeln sind sehr stärkereich; die Stärkekörner sind zusammengesetzt.
Blütenbiologisch handelt es sich um den „Langstaubfädigen-Typ“. Die Bestäubung erfolgt durch den Wind.
Es liegen sogenannte „Spelzfrüchte“ vor. Die Ausbreitungseinheit (Diasporen) sind die von den Spelzen umhüllten Karyopsen, die sich als Schirmchenflieger, Wasser- und Kletthafter ausbreiten. Die Fruchtreife erfolgt von August bis Oktober.

## Vorkommen
Das Land-Reitgras kommt in den gemäßigten Zonen Eurasiens und in Afrika vor. In Europa kommt es in fast allen Ländern vor und fehlt nur in Portugal, Lettland und Nordmazedonien. Es kommt in ganz Deutschland vom Tiefland bis in mittlere Gebirgslagen vor (in Österreich meist in Höhenlagen von bis zu 1140 Meter). In den Allgäuer Alpen steigt es in Vorarlberg an der Kirche von Schröcken bis zu 1270 Metern Meereshöhe auf. In Graubünden erreicht es bei Davos-Platz 1620 Meter und im Kanton Wallis bei Saas-Fee etwa 1900 Meter.
Es ist an trockenen bis mäßig frischen, häufig in der Tiefe wasserzügigen oder wasserstauenden, humosen oder auch rohen, meist tiefgründigen, vorzugsweise sandig-kiesigen Lehmböden zu finden. Vor allem in lichten Laub- und Nadelwäldern, auf Waldschlägen, an Weg- und Feldrändern, auf Küsten- und Binnendünen sowie an feuchten Flussufern kommt die Art häufig vor. Im Osten Nordamerikas tritt die Art als Neophyt auf. Es gedeiht optimal in Gesellschaften der Ordnung Atropetalia, kommt aber auch in Gesellschaften der Verbände Molinion, Salicion albae oder der Klassen Artemisietea oder Agropyretea vor.
Die ökologischen Zeigerwerte nach Landolt et al. 2010 sind in der Schweiz: Feuchtezahl F = 3w (mäßig feucht aber mäßig wechselnd), Lichtzahl L = 3 (halbschattig), Reaktionszahl R = 4 (neutral bis basisch), Temperaturzahl T = 3+ (unter-montan und ober-kollin), Nährstoffzahl N = 3 (mäßig nährstoffarm bis mäßig nährstoffreich), Kontinentalitätszahl K = 3 (subozeanisch bis subkontinental), Salztoleranz = 1 (tolerant).
Der Gewöhnliche Strandhafer (Ammophila arenaria (L.) Link) bildet durch Kreuzung mit dem Land-Reitgras  einen Gattungsbastard, den Baltischen Strandhafer (Calammophila baltica (Flüggé ex Schrad.) Brand, Syn.: Ammocalamagrostis baltica (Flüggé ex Schrad.) P. Fourn.).

## Taxonomie und Systematik
Das Land-Reitgras wurde 1753 durch Carl von Linné in Species Plantarum, Tomus 1, S. 81 als Arundo epigejos erstbeschrieben. Die Art wurde durch Albrecht Wilhelm Roth 1788 als Calamagrostis epigejos (L.) Roth in Tentamen florae germanicae Band 1, S. 34 in die Gattung Calamagrostis gestellt. Synonyme sind Agrostis epigejos (L.) Raspail und Deyeuxia epigejos (L.) Mabb.
Man kann mehrere Unterarten unterscheiden, darunter:
- Calamagrostis epigejos (L.) Roth subsp. epigejos
- Calamagrostis epigejos subsp. capensis (Stapf) Tzvelev (Syn.: Calamagrostis epigejos var. capensis Stapf): Sie kommt in Südafrika, Kenia, Tansania und Uganda vor.[1]
- Calamagrostis epigejos subsp. glomerata (Boiss. & Buhse) Tzvelev: Sie kommt in der Türkei, im Kaukasusraum, in der Ukraine, in Moldau und im europäischen Russland vor.[4]
- Calamagrostis epigejos subsp. macrolepis (Litv.) Tzvelev: Sie kommt in Europa in der Ukraine und im europäischen Russland vor.[4]
- Calamagrostis epigejos subsp. meinshausenii Tzvelev: Sie kommt in Finnland und im europäischen Russland vor.[4]

## Trivialnamen
Für das Land-Reitgras bestehen bzw. bestanden, zum Teil auch nur regional, auch die weiteren deutschsprachigen Trivialnamen: Hügelrohr, Reid und Siegrühr (Siebenbürgen im Rauthal).

## Verwendung
Das Land-Reitgras ist als Streugras und zur Dünenbepflanzung verwendbar.